# Pampa Huasi
Pampa Huasi ist eine Ortschaft im Departamento Chuquisaca im südamerikanischen Andenstaat Bolivien. 

## Lage
Pampa Huasi ist größter Ort des Kanton Mariscal Braun im Municipio Tarvita in der Provinz Azurduy. Die Ortschaft liegt auf einer Höhe von 2955 m oberhalb des rechten, westlichen Ufers des Río Majuelo, der in südwestlicher Richtung fließt und in den Río Pilcomayo mündet.

## Geographie
Pampa Huasi liegt im südlichen Teil der Gebirgskette der Cordillera Central im Übergangsbereich zum bolivianischen Tiefland. Die Region weist ein typisches Tageszeitenklima auf, bei dem die Temperaturschwankungen im Tagesverlauf stärker ausfallen als die durchschnittlichen Temperaturschwankungen im Jahresverlauf.
Die mittlere Durchschnittstemperatur von Icla liegt bei etwa 18 °C (siehe Klimadiagramm Icla), sie liegt bei milden 15 °C im Juni und Juli und erreicht etwa 20 °C von Oktober bis März. Der Jahresniederschlag beträgt knapp 600 mm, bei einer ausgeprägten Trockenzeit von Mai bis August mit Monatsniederschlägen unter 10 mm, und einer Feuchtezeit von Dezember bis Februar mit 100 bis 120 mm Monatsniederschlag.

## Verkehrsnetz
Pampa Huasi liegt in einer Entfernung von 165 Straßenkilometern südlich von Sucre, der Hauptstadt Boliviens und des Departamentos.
Von Sucre aus führt nach Osten die 976 Kilometer lange Nationalstraße Ruta 6, die Sucre mit dem bolivianischen Tiefland und der dortigen Millionenstadt Santa Cruz verbindet, und erreicht die Stadt Tarabuco nach 67 Kilometern. Von Tarabuco aus führt dann eine Höhenstraße nach Süden über die Ortschaften Icla, Chahuarani und Jatun Mayu. Sechsundzwanzig Kilometer südlich von Jatun Mayu zweigt eine Nebenstraße in südlicher Richtung von der Höhenstraße ab; nach acht Kilometern führt die Straße weiter in nordwestlicher Richtung nach Chunca Cancha, während gleichzeitig ein Abzweig in südwestlicher Richtung nach sechzehn Kilometern Pampa Huasi erreicht.

## Bevölkerung
Die Einwohnerzahl der Ortschaft ist im vergangenen Jahrzehnt angestiegen:
| Jahr | Einwohner         | Quelle       |
| ---- | ----------------- | ------------ |
| 1992 | keine Detaildaten | Volkszählung |
| 2001 | 643               | Volkszählung |
| 2012 | 707               | Volkszählung |
| 2024 |                   | Volkszählung |